# Mariusz Skoneczny
Mariusz Skoneczny (* 27. Februar 1990) ist ein polnischer Poolbillardspieler.

## Karriere
Mariusz Skoneczny gewann acht Medaille bei den Polnischen Jugend-Meisterschaften. Im Juni 2008 gewann er bei der Jugend-Europameisterschaft die Bronze-Medaille im 14/1 endlos der Junioren.
Wenige Tage später gelang ihm bei den Austrian Open erstmals der Einzug in die Finalrunde eines Euro-Tour-Turniers. Im Achtelfinale unterlag er jedoch seinem Landsmann Radosław Babica mit 8:9.
Nachdem er bei den Netherlands Open 2008 und den Italy Open 2009 jeweils das Sechzehntelfinale erreicht hatte, wurde er auch bei den Qatar World Open 2009 Siebzehnter.
Zudem erreichte er 2009 das Achtelfinale der Netherlands Open und der Portugal Open und schied bei der 10-Ball-Weltmeisterschaft in der Vorrunde aus.
Bei der 9-Ball-WM 2010 erreichte Skoneczny das Sechzehntelfinale und schied dort gegen den Serben Šandor Tot aus.
Bei der Europameisterschaft 2011 erreichte er im 9-Ball das Viertelfinale, unterlag dort aber dem späteren Europameister Nick van den Berg, und im 10-Ball das Achtelfinale.
Im Juni 2011 schied er im Sechzehntelfinale der 9-Ball-WM gegen den Deutschen Ralf Souquet aus.
Bei den German Open 2011 gelang Skoneczny mit dem Erreichen des Viertelfinales sein bislang größter Erfolg auf der Euro-Tour. 2012 schied er im Achtelfinale aus.
Bei der EM 2014 erreichte Skonezny das Achtelfinale im 14/1 endlos und gewann mit Bronze im 9-Ball erstmals eine EM-Medaille bei den Herren, nachdem er im Halbfinale gegen den späteren Europameister van den Berg ausgeschieden war.
2010 bildete Mariusz Skoneczny gemeinsam mit Radosław Babica das polnische Team, das beim World Cup of Pool das Viertelfinale erreichte.
Im selben Jahr war Skoneczny zudem Teil der polnischen Mannschaft die bei der Team-WM das Viertelfinale erreichte.
Mit der polnischen Mannschaft wurde Skoneczny zudem 2010 Europameister und 2009 EM-Dritter.
Sein älterer Bruder Adam Skoneczny ist ebenfalls Poolbillardspieler.